# Kadasuru, Sorab
Kadasuru là một làng thuộc tehsil Sorab, huyện Shimoga, bang Karnataka, Ấn Độ.